# Giovanni da Gubbio
Giovanni da Gubbio (Gubbio, XII secolo – Assisi, XII secolo) è stato un architetto italiano.

## Biografia

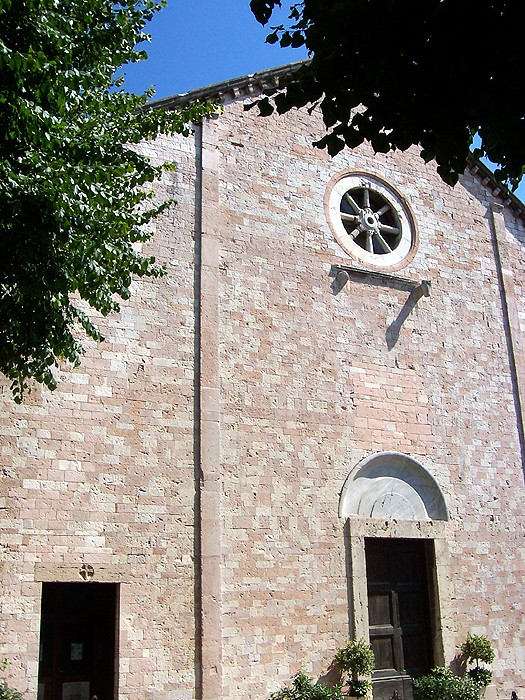
Chiesa di Santa Maria Maggiore di Assisi

Attivo ad Assisi, dapprima nella Fabbrica del Duomo (San Rufino), dove iniziò a dirigere i lavori di costruzione nel 1140, e poi successivamente nella chiesa di Santa Maria Maggiore.
Il duomo era già stato costruito verso la metà del XI secolo dal vescovo Ugone; si pensò di rinnovarlo ed ampliarlo proprio dal 1140, anno in cui appaiono anche le prime notizie riguardanti Giovanni da Gubbio.
La cattedrale venne radicalmente aggiornata nella seconda metà del XVI secolo dall'intervento di Galeazzo Alessi, e conservò del periodo del XII secolo solamente l'ordine inferiore della facciata e le mura perimetrali.
Giovanni da Gubbio ricostruì tutto l'interno dell'edificio e la parte inferiore della facciata, tripartita e suddivisa in comparti quadrati o rettangolari da sottili lesene che recingono anche il portale maggiore.
Al di sopra di esso corre orizzontalmente una loggetta, che divide la parte inferiore della facciata da quella superiore, completata successivamente.
In essa, con forme ormai romaniche mature e, in alcuni particolari, tendenti ormai ad uno stile goticizzante, si mescolano elementi tradizionali ed elementi lombardi, comasco-pavesi o, addirittura, di origine provenzale.
Nel 1163, il nome di Giovanni da Gubbio inciso con la data, in una pietra del rosone della facciata, ricompare nella piccola chiesa di Santa Maria Maggiore, dalla struttura piuttosto semplice.
A Giovanni da Gubbio è stata infine attribuita la realizzazione di altri edifici umbri, tra i quali il palazzo fortificato della Canonica in Assisi,    il duomo di Gubbio, edificio ultimato probabilmente nel 1188, oltre all'aggiornamento della chiesa spoletina di San Paolo "inter Vineas" (1141).

## Opere
- Cattedrale di San Rufino di Assisi (inizio lavori 1140);
- Aggiornamento della chiesa di San Paolo "inter Vineas" di Spoleto (1141);
- Chiesa di Santa Maria Maggiore di Assisi (1163);
- Palazzo fortificato della Canonica in Assisi;
- Duomo di Gubbio (1188).